# Supercoupe d'Allemagne de football 2023
L'édition 2023 de la Supercoupe d'Allemagne de football est la 23e édition de la Supercoupe d'Allemagne de football et se déroule le 12 août 2023 à l'Allianz Arena à Munich, Allemagne.
Les règles du match sont les suivantes : la durée de la rencontre est de 90 minutes puis en cas de match nul, une séance de prolongation de 30 minutes est jouée, si le score est toujours nul il y aura une séance de tirs au but pour départager les équipes.
Cinq remplacements sont autorisés pour chaque équipe.
Le match oppose le RB Leipzig, vainqueur de la Coupe d'Allemagne 2022-2023, au Bayern Munich, vainqueur de la Bundesliga 2022-2023.

## Feuille de match
| Bayern Munich |

| RB Leipzig |

| Bayern Munich |

| RB Leipzig |

| G             | 26 | Sven Ulreich        |     |     |
| D             | 5  | Benjamin Pavard     | 14e | 46e |
| D             | 2  | Dayot Upamecano     | 34e |     |
| D             | 4  | Matthijs de Ligt    |     | 46e |
| D             | 19 | Alphonso Davies     |     |     |
| M             | 6  | Joshua Kimmich (c)  |     | 78e |
| M             | 27 | Konrad Laimer       |     | 46e |
| M             | 10 | Leroy Sané          |     |     |
| M             | 42 | Jamal Musiala       |     |     |
| A             | 7  | Serge Gnabry        |     |     |
| A             | 39 | Mathys Tel          |     | 63e |
| Substitutes:  |    |                     |     |     |
| G             | 43 | Tom Ritzy Hülsmann  |     |     |
| D             | 3  | Kim Min-jae         |     | 46e |
| D             | 41 | Frans Krätzig       |     |     |
| D             | 40 | Noussair Mazraoui   |     | 46e |
| M             | 8  | Leon Goretzka       |     | 78e |
| M             | 38 | Ryan Gravenberch    |     |     |
| M             | 45 | Aleksandar Pavlović |     |     |
| M             | 11 | Kingsley Coman      |     | 46e |
| A             | 9  | Harry Kane          |     | 63e |
| Entraîneur :  |    |                     |     |     |
| Thomas Tuchel |    |                     |     |     |

| G            | 21 | Janis Blaswich    |     |     |
| D            | 2  | Mohamed Simakan   |     |     |
| D            | 39 | Benjamin Henrichs |     | 85e |
| D            | 4  | Willi Orban (c)   |     |     |
| M            | 22 | David Raum        |     |     |
| M            | 13 | Nicolas Seiwald   |     |     |
| M            | 24 | Xaver Schlager    |     |     |
| M            | 20 | Xavi Simons       |     | 78e |
| M            | 7  | Dani Olmo         | 71e | 78e |
| A            | 11 | Timo Werner       |     | 64e |
| A            | 17 | Loïs Openda       |     | 64e |
| Substitutes: |    |                   |     |     |
| G            | 25 | Leopold Zingerle  |     |     |
| D            | 16 | Lukas Klostermann |     | 85e |
| M            | 23 | Castello Lukeba   |     |     |
| M            | 10 | Emil Forsberg     |     | 78e |
| M            | 18 | Fábio Carvalho    |     | 78e |
| M            | 38 | Hugo Novoa        |     |     |
| M            | 44 | Kevin Kampl       |     |     |
| A            | 30 | Benjamin Šeško    |     | 64e |
| A            | 9  | Yussuf Poulsen    |     | 64e |
| Entraîneur : |    |                   |     |     |
| Marco Rose   |    |                   |     |     |